# Reisz
A reisz irreguláris török gyalogos katona volt a régi oszmán hadseregben. Létszáma elenyésző volt, főleg a várkatonaságként funkcionáltak mint a fárisz, vagy a müsztahfiz katonák. Létszámuk nyilvánvalóan 3-4000 fő fölé sohasem emelkedett. Egy-egy várban legfeljebb ha kétszázan szolgáltak, többen nem. Fegyverzetük is gyenge volt, eleinte szálfegyverek használtak, majd később muskétát kaptak, de általában közepes értékű, csekély teljesítményű flintákat.
A reisz a török hadsereg másik csoportjában, a haditengerészetben tiszti rang is volt, amely az európai hadaknál a tengernaggyal egyenértékű.
A reisz effendi a török birodalom külügyminisztere volt.